# 医用波形標準化記述規約
医用波形標準化記述規約（いようはけいひょうじゅんかきじゅつきやく、Medical waveform Format Encoding Rules）は、心電図、脳波、呼吸波形など医用波形を全般的に記述できる標準化規約であり、MFER委員会（下記）により管理されている。

## 概要
医用波形を相互利用するために、日本の医療関係者・研究者・医療機器メーカーなどが中心メンバーであるMFER委員会によって開発された。2007年にISO技術仕様書(TS) ISO/TS 11073-92001:2007、2015年に国際規格(IS) ISO 22077 となった。
医療機器のデジタル化が進み、検査装置メーカが個々に定義してきたファイルフォーマットではデータの開示が困難であったり、表示、印刷に専用のソフトウエアが必要であったり、利便性が確保できていなかった。医用波形としては、HL7、DICOM、IEEE1073（ISO11073)などでも記述は可能だったが、利用範囲が限られていたり、複雑な仕様を実装しなければならない。このため、より手軽に利用できる規約としてまとまられたのがMFERである。
手軽で安価に実装でき、またトラブルを防ぎ、検証を容易にするためには単純であるべきとの基本方針をもっている。医用波形にのみに特化し、患者情報の記述、メッセージ交換、データベース管理などはそれを得意とするシステムと容易に協調できることを前提にした。
国内ではMFER委員会が改版の作業を進めており、現在Part1ではVer1.05が公開されている。Part1は2007年9月18日にISO/TS 11073-92001:2007として発行された。

## MFER委員会
MFER委員会は、医用波形の普及を図る医用波形情報互換性促進プロジェクトを推進するために産官学で構成された非営利団体である。
MFER委員会は、医用波形情報互換性促進プロジェクトのもとで、MFERの開発を行っている。
誰でも参加できるオープンな組織であり、大学などの研究者、医療機器メーカーの社員などが委員となっている。

## 沿革
- 2012年3月 メディカルバンク社が生体モニター装置の情報をリアルタイムにスマートフォン側へ送信実証事業に成功
- 2012年1月 メディカルバンク社、RIM社およびNTTドコモの協力を得て、リアルタイムに日本ーフランス間の心電図閲覧に成功。救急医療分野への応用の活路を開く
- 2011年10月 メディカルバンク社、RIM社およびNTTドコモの技術協力を得て、Blackberry 全機種およびドコモ全機種に対応
- 2011年7月 厚生労働省「チーム医療実証事業」と開業医、中小病院を診療連携・病病連携の実証事業を開始
- 2011年7月 厚生労働省「チーム医療実証事業」としてスマートフォン、タブレットによる院内・院外情報共有実証事業を開始
- 2011年2月 メディカルバンク社の技術協力を得て、Blackberry 9800,Android版ビューワーの開発に成功、臨床応用を東邦大学医療センター大橋病院でスタート
- 2010年7月 メディカルバンク社の技術協力を得て、Blackberry 9700, 9550向けMFERビューワー開発に成功。
- 2007年9月 ISO TS11073-92001:2007発行
- 2007年8月 ISO TS11073-92001に採用
- 2005年2月 ISO規格作業項目として承認
- 2004年11月 ISO NWIP投票
- 2004年10月 CEN/TC215ウィーン協定でCEN規格とすることが決定
- 2004年9月 ISO/NP TS 11073-90201として規格とすることが決定
- 2004年5月 ISO/TC215総会へ報告
- 2004年4月 OpenECGへ報告(ベルリン）
- 2004年4月 医用波形記述規約（案）ver 1.02
- 2003年9月 CEN/TC251/WG IVへ報告 オーフス（デンマーク）
- 2003年9月 IEEE1073 Meetingへ報告 メンフィス（米国）
- 2002年8月 医用波形記述規約（案）ver 0.90

## MFER後援機関
- 日本心電学会
- 財団法人医療情報システム開発センター
- 保健医療福祉情報システム工業会
- 財団法人イメージ情報科学研究所

## MFER参加企業
- 株式会社メディカルバンク
- 日本光電工業株式会社
- フクダ電子株式会社
- テルモ株式会社
- 株式会社スズケン
- フィリップスメディカルシステムズ株式会社
- GEヘルスケア・ジャパン株式会社
- フクダコーリン株式会社
- 株式会社メディカルストレージ
- 横河電機株式会社